# 丘尔戈瑙吉毛尔通
丘尔戈瑙吉毛尔通，是匈牙利绍莫吉州所辖的一个村。总面积14.82平方公里，总人口190，人口密度12.8人/平方公里（2011年1月1日）。